# Sonny with a Chance
Sonny with a Chance là một series truyền hình mới của kênh Disney đã tung ra vào 8 tháng 2 năm 2009. Đây là câu chuyện về 1 cô bé 15 tuổi tên là Sonny được tuyển vào một phim truyền hình tên là So Random. Bộ phim sẽ xoay quanh Sonny, các người bạn và gia đình của Sonny tại trường quay và tại Los Angeles.
Sonny with a Chance là một series phim trong phim. Tên phim trong thời gian hình thành có tên là Welcome to Mollywood với nhân vật chính mang tên Molly, sau đó, phim tiếp tục đổi tên thành Welcome to Holliwood và nhân vật chính cũng đổi tên theo thành Holli tuy nhiên, cái tên này tiếp tục bị đổi khi tên nhân vật chính được đổi. Kịch bản gốc mang tên "Sketchpad" và được đưa ra xem xét bởi công chúng vào năm 2007. Sau khi nhận được phản hồi từ công chúng thì Disney Channel bắt đầu tuyển diễn viên và hình thành kịch bản.
Gary Marsh, chủ tịch tại hội đồng kênh Disney Channel toàn cầu đã nói "Series này sẽ bén rễ vào từng đáy lòng chúng ta. Series được bắt đầu quay từ 19 tháng 9 năm 2008
Bài hát chính thức cho phim mang tên "So Far, So Great" đã được trình chiếu trên kênh Disney tại Mỹ và trang chủ của Demi Lovato.
Nhạc phần mở đầu và ba tập đầu của phim hiện đã xuất hiện trên cửa hàng iTunes, bắt đầu từ ngày 1 tháng 2 năm 2009 và cho tải xuống miễn phí.

## Các nhân vật

### Chính
- Demi Lovato trong vai Sonny Munroe

Một cô gái xinh xắn, thân thiện đến từ Wisconsin được chọn cho một vai chính trong chương trình mà cô yêu thích "So Random!". Sonny cũng có mối quan hệ yêu ghét với Chad.
- Tiffany Thornton trong vai Tawni Hart

Thành viên chính trong chương trình "So Random!". Ban đầu, Tawni tỏ ra đố kị với Sonny, tuy nhiên dần dần họ đã trở thành bạn tốt của nhau. Tawni cũng là một cô gái thất thường, người luôn luôn yêu thích những tấm gương và chính bản thân mình.
- Brandon Mychal Smith trong vai Nico Harris

Thành viên chính trong chương trình "So Random!", là bạn thân của Grady. Câu chuyện đùa liên tục trong suốt bộ phim là Nico nhảy vào tay của Grady khi Grady đang hoảng sợ
- Doug Brochu trong vai Grady Mitchell

Thành viên chính trong chương trình "So Random!", là bạn thân của Nico. Grady luôn cùng Nico thực hiện những kế hoạch kỳ lạ.
- Allisyn Ashley Arm trong vai Zora Lancaster

Thành viên chính trong chương trình "So Random!". Zora là một cô bé thông minh, khôn ngoan. Đôi khi, Zora nghĩ ra những trò quái quỷ. Đây là nhân vật lớn trong phần 1, tuy nhiên phần 2 ít xuất hiện.
- Sterling Knight trong vai Chad Dylan Cooper

Ngôi sao điện ảnh quyến rũ trong chương trình "Mackenzie Falls" - đối thủ đáng gờm của "So Random!". Chad là một người ích kỷ, tự cao tự đại, tự cho mình là trung tâm. Tuy nhiên Chad có cảm tình với Sonny.

### Phụ
- Jillian Murray trong vai Portlyn
- Nancy McKeon trong vai Connie Munroe - mẹ của Sonny [2]

## Chương trình trong chương trình

### So Random!
So Random! là chương trình được giới thiệu trong Sonny With a Chance. Trong chương trình, những phần hài hước, tình huống dở khóc dở cười đều được quay. Tên các nhân vật trong chương trình thay đổi theo từng tập trong từng tập Sonny With a Chance.

### Mackenzie Falls
Là chương trình dành cho tuổi tween nổi tiếng. Chương trình này là đối thủ đáng gờm của So Random!

## Đón nhận
Phim ra mắt trên kênh Disney và được 4,1 triệu người xem ở tập đầu tiên và 4 triệu ở tập thứ 2, trở thành phim ăn khách nhất tháng 2

## Nhạc phim
Album nhạc phim Sonny with a Chance được phát hành ngày 5 tháng 10 năm 2010 bởi Walt Disney, trước đó là sự phát hành của đĩa đơn "Me, Myself and Time" vào ngày 3 tháng 8.

## Phát hành DVD

### Biên soạn
| Tên | Ngày phát hành           | Các tập |
| --- | ------------------------ | --- |
| Sonny with a Chance: Sonny's Big Break | 25 tháng 8 năm 2009 (Mỹ) | "Sketchy Beginnings", "West Coast Story", "Sonny at the Falls", "Cheater Girls", "Sonny in the Middle" (bonus episode) |
| Phần tặng kèm bao gồm một tập phim chưa từng được công bố trước đó có tên là "Sonny in the Middle". DVD cũng bao gồm đoạn phim ngắn tập cuối cùng của Mackenzie Falls, một thẻ sưu tầm và đoạn băng chính thức phần dự thi xét tuyển của Demi Lovato năm 2007 cho loạt phim này. |                          | |

### Các tập của mùa
| Tên DVD                                         | Ngày phát hành                                  | Các tập phim | Phần tặng kèm                             |
| ----------------------------------------------- | ----------------------------------------------- | --- | ----------------------------------------- |
| Mùa 1: Tập 1: Hello, Hollywood!                 | Úc: 3 tháng 3 năm 2010 Anh: 2 tháng 8 năm 2010  | Bảy tập phim đầu (phiên bản 4:3) - "Sketchy Beginnings" - "West Coast Story" - "Sonny At The Falls" - "You've got Fan Mail" - "Cheater Girls" - "Three's not Company" - "Poll'd Apart" | - Tập phim ngắn về Mackenzie Falls        |
| Mùa 1: Tập 2: So Far, So Great!                 | Úc: 2 tháng 6 năm 2010 Anh: 23 tháng 8 năm 2010 | Bảy tập phim (phiên bản 4:3) - "Fast Friends" - "Sonny with a Chance of Dating" - "Sonny And The Studio Brat" - "Promises, Prom-Misses" - "The Heartbreak Kids" - "Battle of the Networks' Stars" - "Prank'd" | - Vòng xét tuyển diễn viên                |
| Mùa 1: Tập 3: Star On The Rise!                 | Úc: 3 tháng 8 năm 2010 Anh: 13 tháng 9 năm 2010 | Bảy tập phim (phiên bản 4:3) - "Tales From the Prop House" - "Sonny in the Kitchen with Dinner" - "Guess Who's Coming to Guest Star?" - "Hart to Hart" - "Sonny in the Middle" - "Cookie Monsters" - "Sonny: So Far"                                                                                                 | - Blooper Reel                            |
| Mùa 2: Tập 1: Sonny With a Chance of So Random! | Úc: N/A Anh: N/A                                | Tám tập phim (phiên bản 4:4) - "Walk a Mile in my Pants" - "Sonny With a Goat" - "Gassie Passes" - "Sonny With a Song" - "High School Miserable" - "Legend of Candy Face" - "Random Act of Disrespect" - "Gummy With a Chance"                                                                                       | - Phỏng vấn các diễn viên trong mùa thứ 2 |
| Mùa 2: Tập 2: Channy in Love?                   | Úc: Anh: N/A                                    | Mười tập phim (phiên bản 4:6) - "Falling for the Falls (Part 1) - "Falling for the Falls (Part 2) - "Sonny With a Secret" - "The Problem with Pauly" - "That's So Sonny" - "Chad Without a Chance" - "My Two Chads" - "A So Random! Halloween Special" - "Sonny With a 100% Chance of Meddling" - "Dakota's Revenge" | - Kết thúc khác của "Sonny With a Secret" |
| Mùa 2: Tập 3: Up & Down                         | Úc: Anh: N/A                                    | Sáu tập phim (phiên bản 4:2) - "Sonny With a Kiss" - "A So Random! Holiday Special" - "Sonny With a Grant" - "Marshall With a Chance" - "Sonny With a Choice" - "New Girl" | - Wrap Party mùa thứ 2                    |

### Toàn bộ mùa
DVD toàn bộ mùa thứ nhất được phát hành vào ngày 7 tháng 5 năm 2010 tại Ba Lan và México, vào ngày 26 tháng 8 năm 2010 tại Đức.

## Giải thưởng và đề cử
| Năm  | Giải thưởng                         | Hạng mục                                                                     | Người nhận          | Kết quả   |
| ---- | ----------------------------------- | ---------------------------------------------------------------------------- | ------------------- | --------- |
| 2009 | Teen Choice Awards                  | Choice TV: Breakout Star Female                                              | Demi Lovato         | Đoạt giải |
| 2009 | 2009 Australian Kids' Choice Awards | Favorite Comedy Show                                                         | Sonny with a Chance | Đề cử     |
| 2010 | 2010 Kids' Choice Awards            | Favorite TV Show                                                             | Sonny with a Chance | Đề cử     |
| 2010 | Teen Choice Awards                  | Choice TV Show: Comedy                                                       | Sonny with a Chance | Đề cử     |
| 2010 | Teen Choice Awards                  | Choice TV Actress: Comedy                                                    | Demi Lovato         | Đề cử     |
| 2010 | Teen Choice Awards                  | Choice TV Actor: Comedy                                                      | Sterling Knight     | Đề cử     |
| 2010 | Young Artist Awards                 | Best Performance In A TV Series (Comedy or Drama) – Supporting Young Actress | Allisyn Ashley Arm  | Đề cử     |
| 2010 | Hollywood Teen TV Awards            | Teen Show Pick: Comedy                                                       | Sonny with a Chance | Đoạt giải |
| 2010 | Hollywood Teen TV Awards            | Teen Pick Actor: Comedy                                                      | Sterling Knight     | Đoạt giải |
| 2010 | Hollywood Teen TV Awards            | Teen Pick Actress: Comedy                                                    | Demi Lovato         | Đoạt giải |
| 2011 | Teen Choice Awards                  | Choice TV Actress: Comedy                                                    | Demi Lovato         | Đề cử     |
| 2011 | ALMA Awards                         | Favorite TV Actress – Leading Role in a Comedy                               | Demi Lovato         | Đoạt giải |

## Ra mắt quốc tế
| Quốc gia          | Kênh                                      | Ra mắt mùa 1                                                     | Ra mắt mùa 2         | Tên                           |
| ----------------- | ----------------------------------------- | ---------------------------------------------------------------- | -------------------- | ----------------------------- |
| Hoa Kỳ            | Disney Channel                            | 8 tháng 2 năm 2009                                               | 14 tháng 3 năm 2010  | Sonny with a Chance           |
| Canada            | Family Channel                            | 8 tháng 2 năm 2009                                               | 5 tháng 4 năm 2010   | Sonny with a Chance           |
| Anh Quốc          | Disney Channel (Anh and Ireland)          | 8 tháng 2 năm 2009                                               | 23 tháng 4 năm 2010  | Sonny with a Chance           |
| Ireland           | Disney Channel (Anh and Ireland)          | 8 tháng 2 năm 2009                                               | 23 tháng 4 năm 2010  | Sonny with a Chance           |
| Úc                | Disney Channel Australia                  | 27 tháng 4 năm 2009                                              | 10 tháng 5 năm 2010  | Sonny with a Chance           |
| Úc                | Seven Network (trên Saturday Disney)      | 13 tháng 2 năm 2010                                              | 12 tháng 2 năm 2011  | Sonny with a Chance           |
| New Zealand       | Disney Channel Australia                  | 27 tháng 4 năm 2009                                              | 10 tháng 5 năm 2010  | Sonny with a Chance           |
| New Zealand       | TV 2                                      | 15 tháng 8 năm 2010                                              | TBA                  | Sonny with a Chance           |
| Israel            | Disney Channel Israel                     | 1 tháng 7 năm 2010                                               | 10 tháng 2 năm 2011  | תנו לסוני צ'אנס               |
| Pháp              | Disney Channel France                     | 13 tháng 5 năm 2009                                              | 8 tháng 9 năm 2010   | Sonny                         |
| Pháp              | NRJ 12                                    | 10 tháng 1 năm 2010                                              | TBA                  | Sonny                         |
| Chile             | Canal 13 (Chile)                          | 12 tháng 7 năm 2010                                              | 25 tháng 9 năm 2010  | Sunny Entre Estrellas         |
| Chile             | Disney Channel Latin America              | 24 tháng 5 năm 2009 (Giới thiệu) 29 tháng 5 năm 2009 (Phát sóng) | 18 tháng 4 năm 2010  | Sunny Entre Estrellas         |
| Ấn Độ · Sri Lanka | Disney Channel India                      | 22 tháng 5 năm 2009                                              | 20 tháng 11 năm 2010 | Sonny with a Chance           |
| Paraguay          | Disney Channel Latin America              | 24 tháng 5 năm 2009 (Giới thiệu) 29 tháng 5 năm 2009 (Phát sóng) | 18 tháng 4 năm 2010  | Sunny Entre Estrellas         |
| Uruguay           | Disney Channel Latin America              | 24 tháng 5 năm 2009 (Giới thiệu) 29 tháng 5 năm 2009 (Phát sóng) | 18 tháng 4 năm 2010  | Sunny Entre Estrellas         |
| Colombia          | Disney Channel Latin America              | 24 tháng 5 năm 2009 (Giới thiệu) 29 tháng 5 năm 2009 (Phát sóng) | 18 tháng 4 năm 2010  | Sunny Entre Estrellas         |
| Argentina         | Disney Channel Latin America              | 24 tháng 5 năm 2009 (Giới thiệu) 29 tháng 5 năm 2009 (Phát sóng) | 18 tháng 4 năm 2010  | Sunny Entre Estrellas         |
| Perú              | Disney Channel Latin America              | 24 tháng 5 năm 2009 (Giới thiệu) 29 tháng 5 năm 2009 (Phát sóng) | 18 tháng 4 năm 2010  | Sunny Entre Estrellas         |
| México            | Disney Channel Latin America              | 24 tháng 5 năm 2009 (Giới thiệu) 29 tháng 5 năm 2009 (Phát sóng) | 18 tháng 4 năm 2010  | Sunny Entre Estrellas         |
| México            | Azteca 7                                  | 15 tháng 7 năm 2010                                              | TBA                  | Sunny Entre Estrellas         |
| Tây Ban Nha       | Disney Channel Spain                      | 20 tháng 6 năm 2009                                              | 18 tháng 6 năm 2010  | Sonny Entre Estrellas         |
| Brasil            | Disney Channel Brazil                     | 24 tháng 5 năm 2009 (Giới thiệu) 29 tháng 5 năm 2009 (Phát sóng) | 18 tháng 4 năm 2010  | Sunny entre Estrelas          |
| Bồ Đào Nha        | Disney Channel Portugal                   | 20 tháng 6 năm 2009 (Giới thiệu) 27 tháng 6 năm 2009 (Phát sóng) | 25 tháng 6 năm 2010  | Sunny entre Estrelas          |
| Nhật Bản          | Disney Channel Japan                      | 28 tháng 5 năm 2009                                              | 2010                 | サニーwithチャンス            |
| Đức               | Disney Channel Germany                    | 29 tháng 5 năm 2009                                              | 3 tháng 9 năm 2010   | Sonny Munroe                  |
| Đức               | Super RTL                                 | 8 tháng 11 năm 2009 (Giới thiệu) 27 tháng 2 năm 2010 (Phát sóng) | 2010                 | Sonny Munroe                  |
| Ý                 | Disney Channel Italy                      | 18 tháng 6 năm 2009                                              | 15 tháng 5 năm 2010  | Sonny tra le Stelle           |
| Ý                 | Italia 1                                  | 3 tháng 5 năm 2010                                               | TBA                  | Sonny tra le Stelle           |
| Ba Lan            | Disney Channel Poland                     | 20 tháng 6 năm 2009 (Giới thiệu) 5 tháng 9 năm 2009 (Phát sóng)  | 1 tháng 5 năm 2010   | Słoneczna Sonny               |
| Albania           | Junior TV (DigitAlb)                      | 2011                                                             |                      | Soni mes yjesh                |
| Đan Mạch          | Disney Channel Scandinavia                | 21 tháng 8 năm 2009                                              | 2010                 | Sonnys Chance                 |
| Thụy Điển         | Disney Channel Scandinavia                | 21 tháng 8 năm 2009                                              | 2010                 | Sonnys chans                  |
| Na Uy             | Disney Channel Scandinavia                | 21 tháng 8 năm 2009                                              | 2010                 | Sonnys sjanse                 |
| Latvia            | Disney Channel Scandinavia                | 21 tháng 8 năm 2009                                              | 2010                 | Sonijas Iespēja               |
| Phần Lan          | Disney Channel Scandinavia                | 21 tháng 8 năm 2009                                              | 2010                 | Sonnyn tilaisuus              |
| Estonia           | Disney Channel Scandinavia                | 21 tháng 8 năm 2009                                              | 2010                 | Sonny with a Chance           |
| Nam Phi           | Disney Channel South Africa               | 5 tháng 9 năm 2009                                               | 1 tháng 5 năm 2010   | Sonny with a Chance           |
| Thổ Nhĩ Kỳ        | Disney Channel Turkey                     | 5 tháng 9 năm 2009                                               | 1 tháng 3 năm 2011   | Sonny'nin Yıldızı             |
| Đài Loan          | Disney Channel Taiwan                     | 12 tháng 9 năm 2009                                              | 1 tháng 3 năm 2011   | 加油！桑妮                    |
| Thế giới Ả Rập    | Disney Channel Middle East                | 12 tháng 9 năm 2009                                              | 1 tháng 3 năm 2011   | Sonny with a Chance           |
| Hồng Kông         | Disney Channel Asia                       | 17 tháng 10 năm 2009                                             | 3 tháng 4 năm 2011   | Sonny with a Chance           |
| Pakistan          | Disney Channel Asia                       | 17 tháng 10 năm 2009                                             | 3 tháng 4 năm 2011   | Sonny with a Chance           |
| Singapore         | Disney Channel Asia                       | 17 tháng 10 năm 2009                                             | 3 tháng 4 năm 2011   | Sonny with a Chance           |
| Malaysia          | Disney Channel Asia                       | 17 tháng 10 năm 2009                                             | 3 tháng 4 năm 2011   | Sonny with a Chance           |
| Philippines       | Disney Channel Asia                       | 17 tháng 10 năm 2009                                             | 3 tháng 4 năm 2011   | Sonny with a Chance           |
| Indonesia         | Disney Channel Asia                       | 17 tháng 10 năm 2009                                             | 3 tháng 4 năm 2011   | Sonny with a Chance           |
| Việt Nam          | Disney Channel Asia                       | 17 tháng 10 năm 2009                                             | 3 tháng 4 năm 2011   | Sonny with a Chance           |
| Thái Lan          | Disney Channel Asia                       | 17 tháng 10 năm 2009                                             | 3 tháng 4 năm 2011   | Sonny with a Chance           |
| Hàn Quốc          | Disney Channel Korea                      | 17 tháng 10 năm 2009                                             | 3 tháng 4 năm 2011   | 유쾌한 써니/기회를 가진 써니  |
| Hy Lạp            | Disney Channel Greece                     | 7 tháng 11 năm 2009                                              | 1 tháng 5 năm 2010   | Μια Ευκαιρία για τη Σόνυ      |
| Hy Lạp            | ERT                                       | 11 tháng 11 năm 2010                                             | 1 tháng 5 năm 2010   | Μια Ευκαιρία για τη Σόνυ      |
| România           | Disney Channel Romania                    | 5 tháng 12 năm 2009                                              | 11 tháng 9 năm 2010  | Sonny şi steluţa ei norocoasă |
| Bulgaria          | Disney Channel Romania                    | 5 tháng 12 năm 2009                                              | 11 tháng 9 năm 2010  | Съни на алеята на славата     |
| Ukraina           | Disney Channel Romania                    | 10 tháng 8 năm 2010                                              | 11 tháng 9 năm 2010  | У Сонні є шанс                |
| Hungary           | Disney Channel Central and Eastern Europe | 5 tháng 12 năm 2009                                              | 11 tháng 9 năm 2010  | Sonny, a sztárjelölt          |
| Cộng hòa Séc      | Disney Channel Central and Eastern Europe | 5 tháng 12 năm 2009                                              | 11 tháng 9 năm 2010  | Sonny ve velkém světě         |
| Slovakia          | Disney Channel Central and Eastern Europe | 5 tháng 12 năm 2009                                              | 11 tháng 9 năm 2010  | Sonny ve velkém světě         |
| Hà Lan            | Disney Channel Benelux                    | 18 tháng 1 năm 2010                                              | 27 tháng 8 năm 2010  | Sonny with a Chance           |
| Bỉ                | Disney Channel Benelux                    | 18 tháng 1 năm 2010                                              | 27 tháng 8 năm 2010  | Sonny with a Chance           |
| Nga               | Disney Channel Russia                     | 4 tháng 9 năm 2010                                               | 6 tháng 3 năm 2011   | Дайте Санни шанс              |